# Soledad de Piedras Azules
Soledad de Piedras Azules är en ort i Mexiko.   Den ligger i kommunen Chalchihuites och delstaten Zacatecas, i den centrala delen av landet, 700 km nordväst om huvudstaden Mexico City. Soledad de Piedras Azules ligger 2 156 meter över havet och antalet invånare är 107.
Terrängen runt Soledad de Piedras Azules är kuperad västerut, men österut är den platt. Runt Soledad de Piedras Azules är det glesbefolkat, med 15 invånare per kvadratkilometer. Närmaste större samhälle är Chalchihuites, 6,8 km nordost om Soledad de Piedras Azules. Omgivningarna runt Soledad de Piedras Azules är i huvudsak ett öppet busklandskap.